# Верхнеалькашево
Верхнеалькашево (баш. Үргеәлкәш) — деревня в Дюртюлинском районе Республики Башкортостан Российской Федерации. Входит в состав Исмаиловского сельсовета.

## География

### Географическое положение
Расстояние до:
- районного центра (Дюртюли): 18 км,
- центра сельсовета (Исмаилово): 5 км,
- ближайшей ж/д станции (Буздяк): 144 км.

## Население
| 2002 | 2009 | 2010 |
| ---- | ---- | ---- |
| 93   | ↗105 | ↗109 |

Согласно переписи 2002 года, преобладающие национальности —  башкиры (55 %), татары (44 %).